# 바비 (2023년 영화)
《바비》(영어: Barbie)는 2023년 개봉한 미국의 로맨틱 코미디 영화이다. 그레타 거윅이 감독과 공동 각본을 맡았으며, 마텔의 유명 인형인 바비를 실사화한 작품이다. 배우 마고 로비가 주인공 바비를, 라이언 고슬링이 남자친구 켄을 연기한다.

## 시놉시스
원하는 무엇이든 될 수 있는 '바비랜드'에서 살아가던 '바비'가 현실 세계와 이어진 포털의 균열을 발견하게 되고, 이를 해결하기 위해 '켄'과 예기치 못한 여정을 떠난다.

## 출연진
- 마고 로비 - 바비 역
- 라이언 고슬링 - 켄 역
- 여러 역할의 바비 역
  - 케이트 매키넌 - 다리 찢어진 바비
  - 이사 레이 - 대통령 바비
  - 하리 네프 - 의사 바비
  - 알렉산드라 십 - 작가 바비
  - 에마 매키 - 물리학자 바비
  - 샤론 루니 - 변호사 바비
  - 두아 리파 - 인어 바비
  - 니컬라 코클런 - 외교관 바비
  - 아나 크루스 케인 - 판사 바비
  - 리투 아리아 - 기자 바비
- 여러 역할의 켄 역
  - 킹즐리 벤어디어 - 켄
  - 시무 리우 - 켄
  - 스콧 에번스 - 켄
  - 슈티 가트와 - 켄
  - 존 시나 - 인어 켄
- 아메리카 페레라 - 글로리아 역
- 윌 페럴 - 마텔 CEO 역
- 마이클 세라 - 앨런 역
- 제이미 디미트리우 - 마텔 직원 역
- 코너 스윈델스 - 마텔 직원 역
- 에메랄드 페넬 - 미지 역
- 헬렌 미렌 - 내레이션
- 리아 펄먼 - 루스 핸들러 역
- 아리아나 그린블랫 - 사샤 역
- 마리사 아벨라

## 개봉 및 출시

### 구단선 등장 논란
중화인민공화국 정부가 남중국해 주위에 설정한 해상 경계선인 구단선과 관련해 이 영화를 두고 벌어진 논란은 베트남의 영화 검열 당국이 영화 속에 구단선이 표시된 것으로 간주하고 《바비》의 상영을 금지하면서 촉발됐다. 이와 반대로 필리핀 당국은 문제의 점선을 흐릿하게 처리할 것을 요청했다. 앞서 베트남과 필리핀은 실제 구단선이 등장한 2019년 영화 《스노우 몬스터》와 2022년 영화 《언차티드》의 상영을 금지했다. 구단선과 관련된 논란은 말레이시아, 베트남, 브루나이, 중화민국 (타이완 지구), 중화인민공화국 (중국 대륙), 필리핀 간의 남중국해 해상 경계선 분쟁과 엮여있다.
2023년 7월 3일에 베트남 영화국이 《바비》의 상영을 금지했다. 《뚜오이째》 (Tuổi Trẻ) 신문은 비끼엔타인 (Vi Kiến Thành) 영화국 국장을 인용해 영화에 '문제가 되는 구단선의 모습'이 포함됐다고 보도했으며, 《띠엔퐁》 (Tiền phong) 신문은 영화 속에 구단선의 모습이 '여러 차례 등장'한다고 보도했다. 연구 단체 LIV(Legal Initiatives for Vietnam)의 공동 창립자인 찐흐우롱(Trịnh Hữu Long)은 미국의 소리(VOA)와의 인터뷰에서 '검열관들이 불확실한 지도에 과잉반응한 것을 두고 상사와 대중으로부터 찬사를 받을 것이며, 이는 베트남의 정치 문화에 반중정서가 깊이 자리잡았기 때문'이라 발언하면서 '(베트남) 정부가 정당한 민족주의적 논증을 검열 체계 전반을 강화하는 데 확실히 이용하고 있다'고 덧붙였으며, 표현의 자유 운동 단체인 Article 19의 마이클 캐스터(Michael Caster)는 '지도는 정치적이고 경계선은 역사적인 상처를 안고 있지만, 무조건적인 검열은 역사적이거나 과도적인 정당성을 좀처럼 뒷받침해주지 않는다'고 말했다. 《바비》는 베트남에서 2023년 7월 21일에 개봉할 예정이었다.
베트남 정부의 상영 금지 조치 소식이 전해지면서 필리핀 상원 외교위원회 부위원장인 프랜시스 톨렌티노 (Francis Tolentino) 의원(민주당)은 현지 언론과의 인터뷰에서 《바비》가 필리핀의 주권을 '훼손'한다(denigrates)면서 필리핀에서 상영이 금지될 가능성을 시사했다. 징고이 에스트라다 (Jinggoy Estrada) 상원의원(대중의 힘)은 영화 속에 구단선으로 여겨지는 선이 포함된 것을 두고 상영 금지를 요구했으며, 리사 온티베로스 (Risa Hontiveros) 야당 상원의원(악바얀)은 '영화는 허구이며, 이는 구단선도 마찬가지'라 발언하면서, 영화의 상영을 금지하는 대신에 주의 문구(disclaimer)를 추가할 것을 제안했다. 상원 공보대중매체위원회 위원장인 로빈 파디야 의원(민주당)은 영화 제작진이 구단선과 관련된 내용을 제거하지 않으면 영화의 상영이 금지될 각오를 하라고 발언했다. 2023년 7월 11일에 필리핀 영화텔레비전검토등급분류위원회(MTRCB)는 《바비》의 상영을 허가하면서 PG 등급(13세 미만 보호자 동반)을 부여했으나, 워너브러더스에는 '논란이 된 선을 흐릿하게 처리해 더 이상의 오해를 방지할 것'을 요청했다. MTRCB는 영화에 등장한 선은 'U자 형태'가 아니며 9개가 아닌 '8개의 점이나 대시'로 이뤄졌다고 봤다. 톨렌티노 의원은 MTRCB의 결정을 존중할 의사를 밝혔으나, 구단선을 무효화한 상설중재법원의 2016년 7월 12일 판결 7주년 하루 전에 이런 결정이 나온 것을 두고 실망감을 드러냈다. 《바비》는 필리핀에서 2023년 7월 19일에 개봉했다.
영화 속 구단선의 등장에 대한 우려가 커지면서 몇몇 언론은 영화의 예고편에 등장한 장면 중 세계 지도 그림이 나오는 장면을 지목했다. 《로스앤젤레스 타임스》는 해당 장면의 지도 그림을 '어린 아이가 크레용으로 그린 듯한 현실 세계 지도'에 점선이 '중국으로 보이는 곳의 해안의 옆'에 있는 것으로 묘사했다. 2023년 7월 6일에 워너브러더스는 언론 성명을 통해 문제가 된 장면 속 지도는 '순진한 (child-like) 크레용 그림'이고, 지도 속 점선은 바비랜드에서 현실 세계로 떠나는 바비의 여정을 표현한 것이며, '어떠한 사상도 나타낼 의도가 없었다'고 밝혔다.

## 반응

### 흥행 수입

#### 대한민국
전세계적인 흥행 추세와 달리 《바비》는 대한민국 극장가에서의 흥행이 부진했다. 2023년 7월 28∼30일 대한민국 박스 오피스에서 《바비》는 《밀수》(117만여 명), 《엘리멘탈》(36만여 명), 《미션 임파서블: 데드 레코닝 PART ONE》(30만여 명), 《명탐정 코난: 흑철의 어영》(8만9천여 명)에 이어 8만1천여 명의 관객을 동원하며 5위를 기록했다. 이러한 흥행 부진에 대해 영화 속 여성주의적인 교훈에 대한 반감, 대한민국 국내에서 나타난 바비 인형의 낮은 인기도, 그리고 미국과 대한민국의 문화적인 차이가 원인으로 지목됐다. 윤성은 영화평론가는 연합뉴스와의 인터뷰에서 "(여성주의)에 대한 인식이 좋지 않은 (대한민국)에서는 영화라는 오락물에 (사회문제에 대한) 메시지가 나오는 데 거부감이 드는 것"이라면서 "영화 후반부에서 (성차별에 대해) 설교하는 방식을 사용한 것도 받아들이기 어려울 수 있다"고 말했다. 《밀수》의 제작자인 강혜정(외유내강 대표)은 《더 할리우드 리포터》와의 인터뷰에서 '왜 할리우드가 이렇게나 《바비》에 열광했는지 이해하지 못했다'면서 '아마도 (바비는) 우리의 (장난감이) 아니었기 때문일 수 있다'고 밝혔다. 마크 피터슨 브리검영 대학교 명예 교수는 코리아타임스에 올린 기고문에서 《바비》를 '최근 50년 동안의 미국 문화가 함축된 것'으로 보고 '(대한민국) 관객에게 의미가 많이 전달되지 않았다'는 의견을 밝혔다.

## 같이 보기
- 바비 (애니메이션 영화 시리즈)
- 실존주의